# Pierre Laffitte (philosophe)
Ne doit pas être confondu avec Pierre Laffitte ou Pierre Lafitte.
Pierre Laffitte, né le 21 février 1823 à Béguey et mort le 4 janvier 1903 à Paris, est un philosophe français, considéré en son temps comme le successeur d'Auguste Comte. Il fut professeur au Collège de France.

## Biographie
Né d'un père maître forgeron-taillandier, il commence par étudier les mathématiques et la physique au lycée Charlemagne à Paris avant d'échouer au concours de l’École polytechnique et s'orienter vers l'enseignement. Puis, dès 1844, il s'oriente vers la philosophie positiviste définie par Auguste Comte dont il devient l'un des plus ardents disciples.
De 1858 à 1869, dans l'appartement même de Comte, il est professeur de philosophie, son cours s’intitule « Histoire générale de l’humanité » dont le discours d'ouverture est publié en 1859. Il enseigne également les mathématiques de 1863 à 1869.
À la mort d’Auguste Comte, en 1857, Pierre Laffitte devient le président des exécuteurs testamentaires du fondateur du positivisme puis poursuit son œuvre. À la suite d'une scission entre lui et la London Positivist Society de Richard Congreve, il crée en 1878 la Revue occidentale ; puis en 1880, alors qu'une nouvelle scission éclate au sein de l'école positiviste entre Émile Littré et lui, Jules Ferry, ministre de l’Instruction publique, l’autorise à professer devant le grand public, à la Sorbonne, salle Gerson (jusqu’en 1888) avant de diriger un séminaire. De 1892 à 1903, il est ensuite chargé de la première chaire d'Histoire générale des sciences au Collège de France, créée pour lui par Léon Bourgeois.

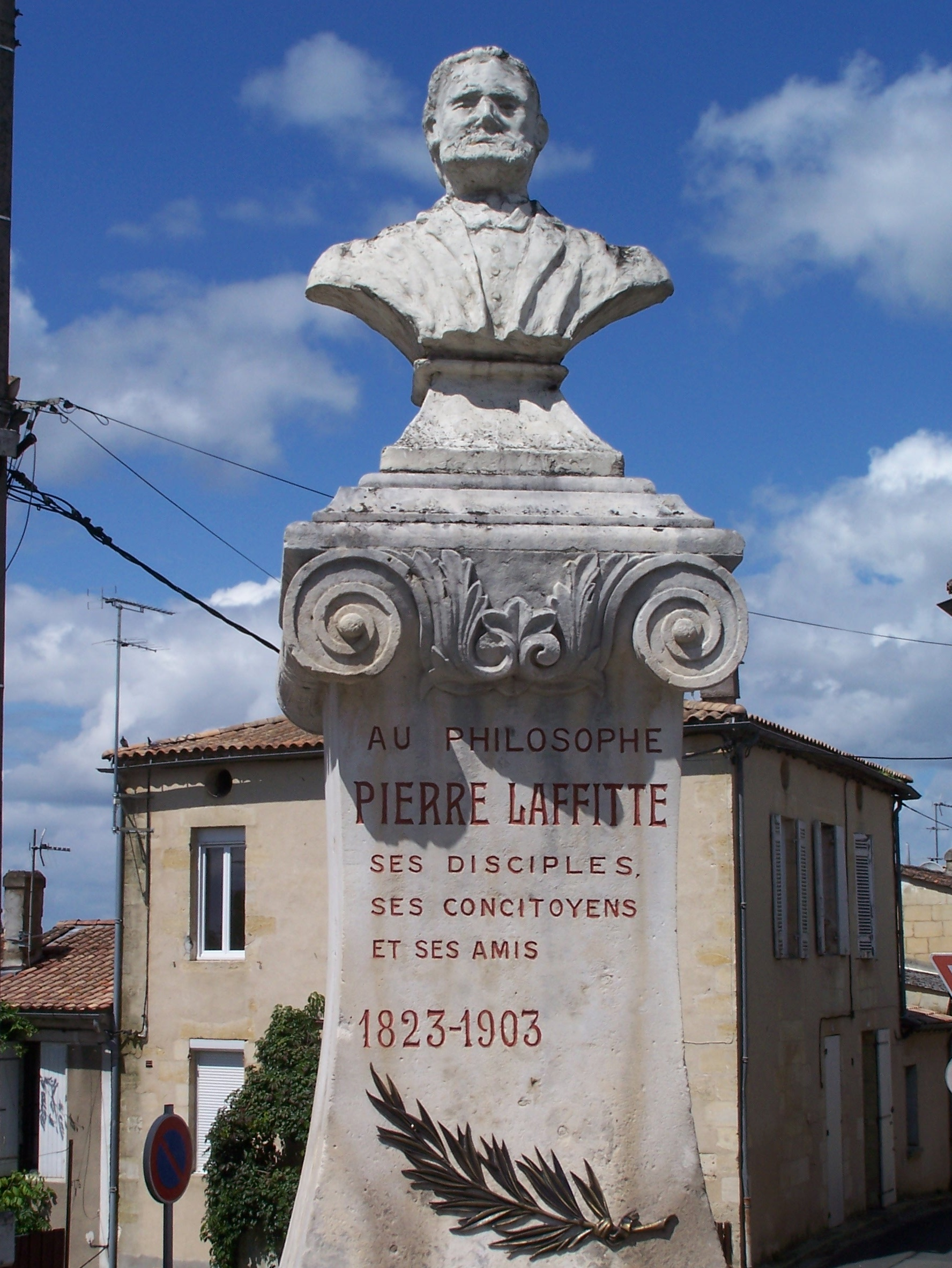
Buste de Pierre Laffitte à Béguey (août 2014)

Pierre Laffitte s’intéressa beaucoup à la Chine et prôna le respect de la culture chinoise.
Il est enterré dans un caveau commun avec Fabien Magnin, un autre disciple d'Auguste Comte, au cimetière du Père-Lachaise dans le « carré positiviste » de la 17e division, non loin de la sépulture de leur maitre.

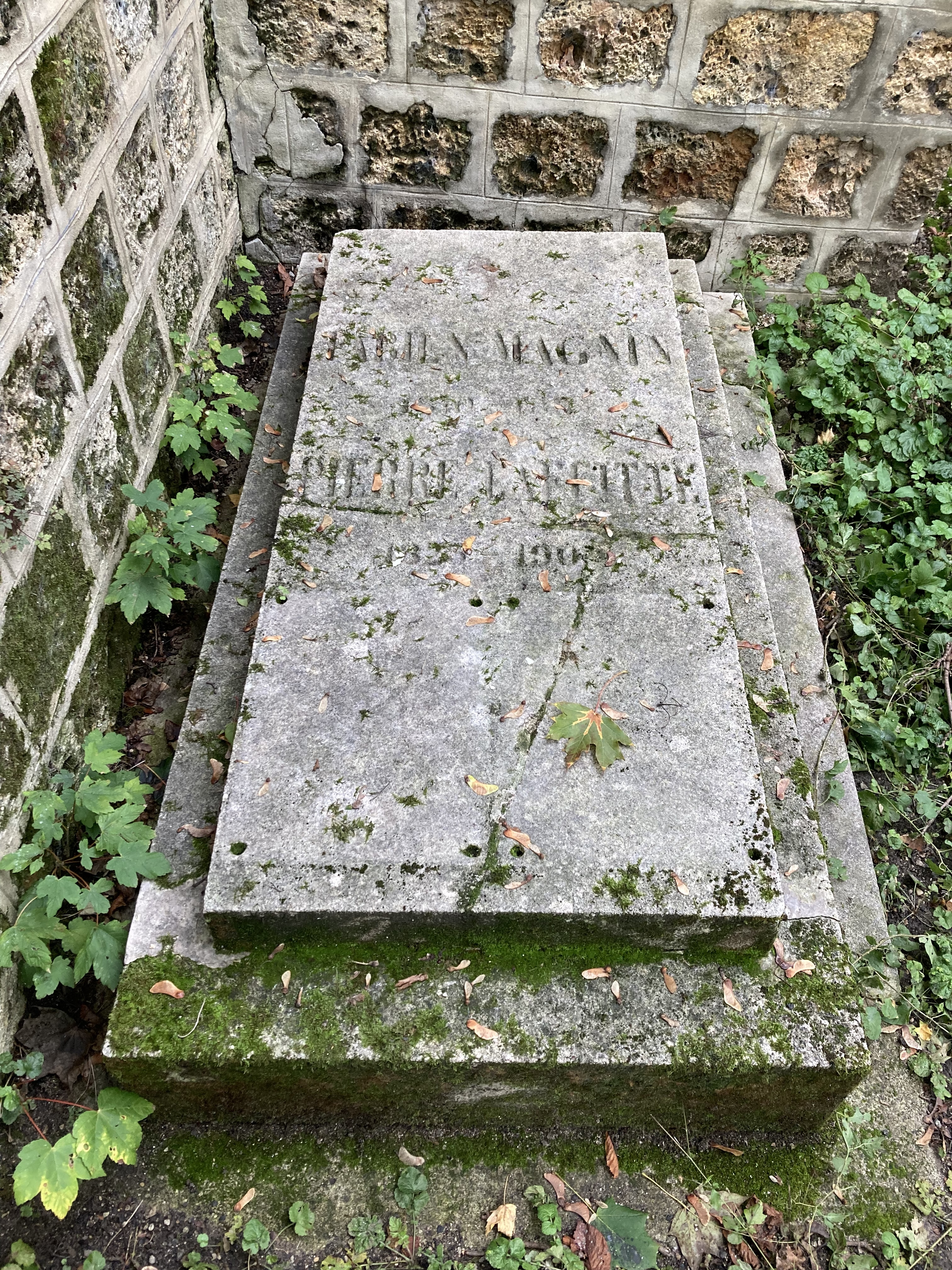
Caveau de Fabien Magnin et Pierre Laffitte (division 17, Père Lachaise)

## Sélection d'ouvrages
- Cours philosophique sur l'histoire générale de l'humanité. Discours d'ouverture, Paris, Victor Dalmont et Dunod, 1859
- Le positivisme et l'économie politique, Paris, Dunod, 1867
- La Révolution française. 1789-1815, Paris, Ernest Leroux, 1880
- Le Faust de Goethe, essai, illustrations d'Henri Bellery-Desfontaines et Hermann Vogel, Paris, Édouard Pelletan, 1899.
- Considérations générales sur l'ensemble de la civilisation chinoise et sur les relations de l'Occident avec la Chine, Paris, Société Positiviste, 1900